# ژنرال گودارد (۱۷۸۲)
ژنرال گودارد (۱۷۸۲) (به انگلیسی: General Goddard (1782)) یک کشتی است. این کشتی در سال ۱۷۸۲ ساخته شد.